# Mellunmäki (metrostation)
Mellunmäki (Zweeds: Mellungsbacka) is een station van de metro van Helsinki.
Het station, dat geopend is op 1 september 1989, ligt bovengronds. Het is het laatste station van de noordoostelijke aftakking en ligt 1,6 kilometer ten oosten van Kontula.
Kivenlahti · 
Espoonlahti · 
Soukka · 
Kaitaa · 
Finnoo · 
Matinkylä ·
Niittykumpu ·
Urheilupuisto ·
Tapiola ·
Aalto-yliopisto ·
Keilaniemi ·
Koivusaari ·
Lauttasaari ·
Ruoholahti ·
Kamppi ·
Rautatientori ·
Helsingin yliopisto ·
Hakaniemi ·
Sörnäinen ·
Kalasatama ·
Kulosaari ·
Herttoniemi ·
Siilitie · 
Itäkeskus
Noordelijke tak:
Myllypuro ·
Kontula ·
Mellunmäki
Oostelijke tak:
Puotila ·
Rastila ·
Vuosaari